# Arvid Stille
Arvid Fredrik Samuel Stille, född 14 juli 1888 i Växjö, död 25 november 1970 i Nyköping, var en svensk arkitekt och tecknare.

## Biografi
Stille var son till fabrikören Anders Johan Stille och Sofia Engel Jonsson. Han var från 1927 gift med Audhild Havstad samt far till Ingvil Stille. Efter studentexamen i Växjö 1908 studerade Stille på Kungliga Tekniska Högskolan i Stockholm till 1915, med två påföljande år vid Kungliga Konsthögskolan. 
Redan under studietiden hade han innehaft flera anställningar; 1912 vid Statens Järnvägars arkitektkontor, 1913 hos Torben Grut, året därpå hos Ivar Tengbom och 1915 hos Isak Gustaf Clason. År 1919 startade Stille tillsammans med Harald André arkitekt- och byggnadsbyrån André & Stille, som de drev till 1926. Mellan 1924 och 1930 var Stille biträdande arkitekt vid Byggnadsstyrelsens stadsplanebyrå, och från 1925 även tjänstgörande arkitekt utom stat vid samma myndighet. Han var länsarkitekt i Uppsala, Södermanlands och Gotlands län 1930–35, i Södermanlands och Gotlands län 1936–44 samt i Södermanlands län 1945–53. 
Stille var sedan 1930 bosatt i Nyköping, där han kom att rita många hus. Efter sin pension tog han upp sin konstnärliga verksamhet och blev en mycket produktiv tecknare av olika Nyköpingsmotiv. Separat ställde han ut i Nyköping 1966 och han medverkade i olika lokala samlingsutställningar. Stille är representerad vid bland annat Sörmlands museum.

## Verk (urval)

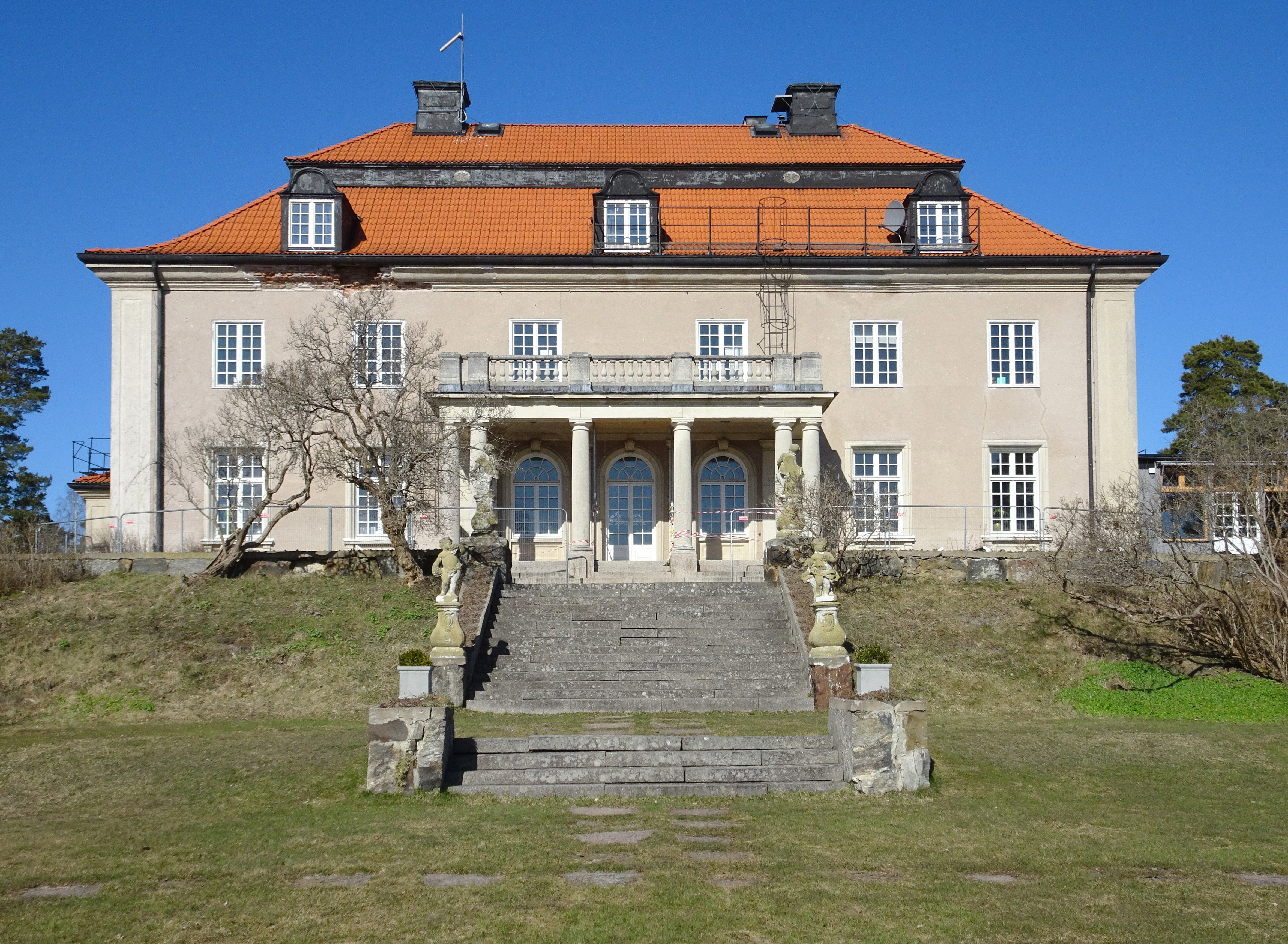
Stensunds slott

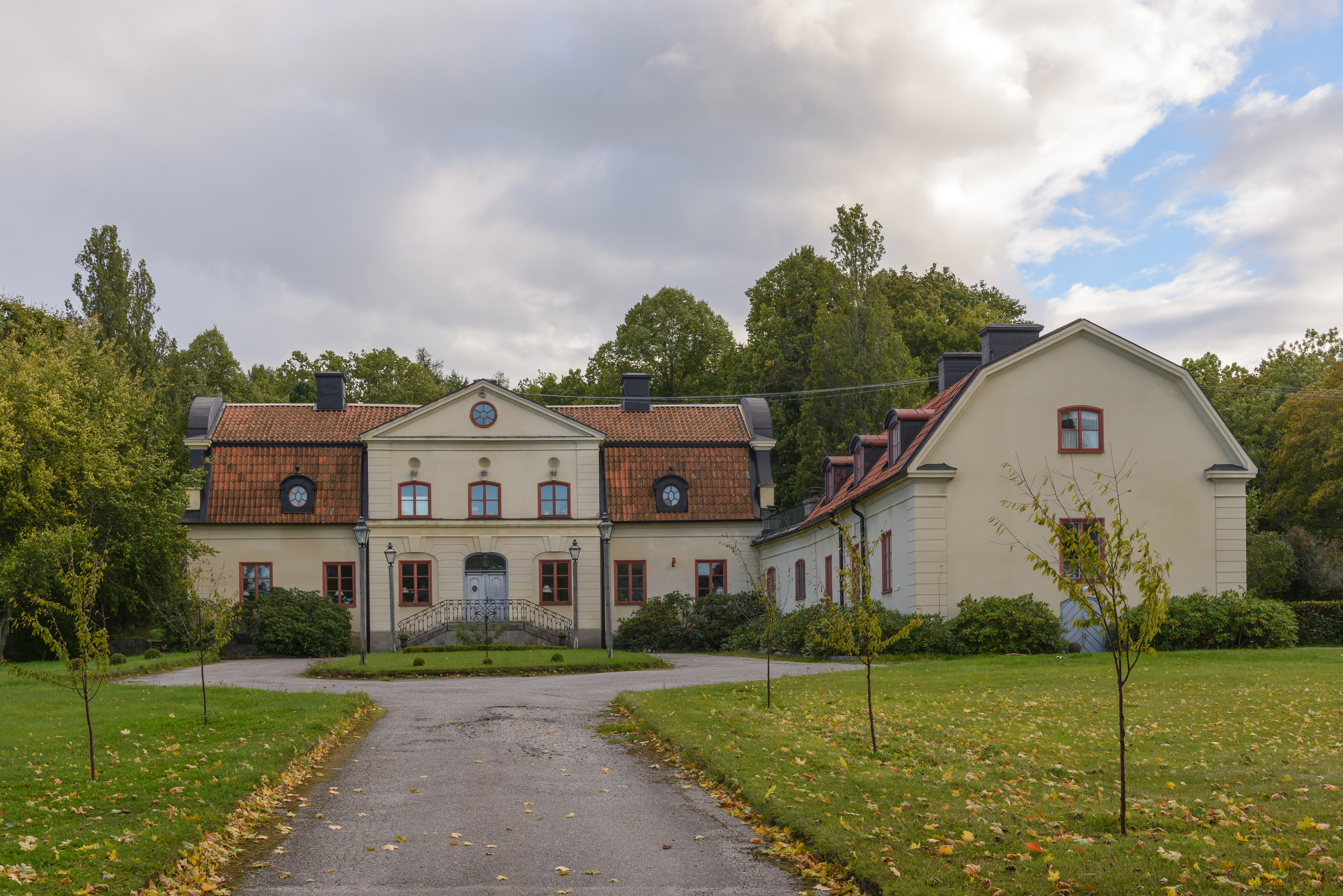
Stenby säteri

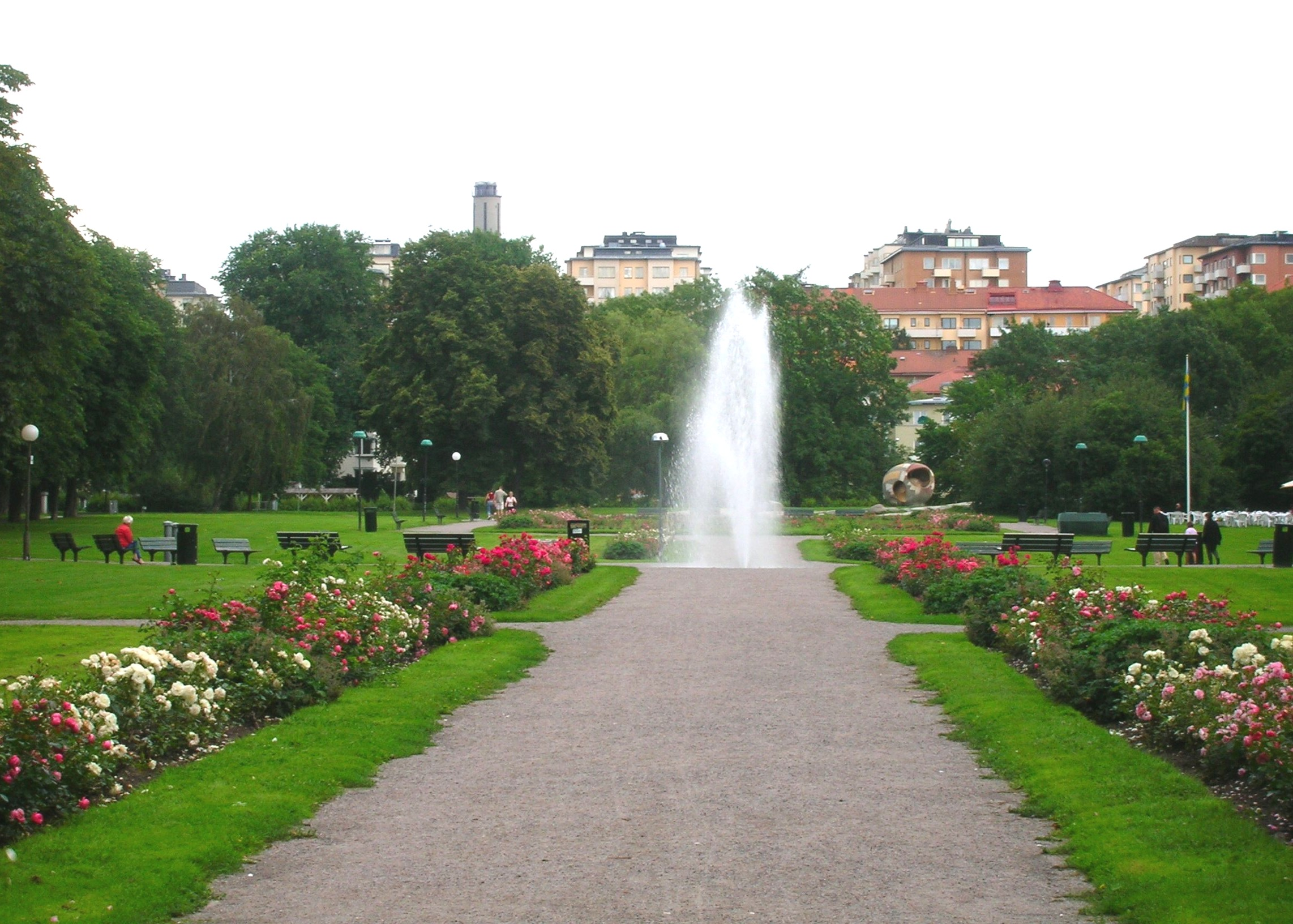
Tessinparken på Gärdet i Stockholm

- Huddinge villastads stadsplan, 1919.
- Stensunds slott, Södermanland, 1920–21.
- Folkskolor i Näsby och Viggbyholm, 1922.
- Hagbyberga, Södermanland, ny- och ombyggnad, 1920.
- Stenby säteri, Adelsö, Uppland, 1922.
- Mässbyggnad i Gislaved, 1927.
- Villa i Smedslätten, 1923–24.
- Edsvikens villastads stadsplan, 1927.
- Stadsplan för Gärdet, Stockholm, 1929.
- Länsresidenset i Visby, ombyggnad, 1931, 1934.
- Uppsala slott, ombyggnad, 1932, 1934.
- Kontorshus för Slite cement & kalk AB, 1933.
- Stadsplaner för Strängnäs, Nyköping och Degerfors, 1933–35.
- Solbergaskolan, Visby, ny- och tillbyggnad, 1933, 1948.
- Länna bruksgård, Slite, restaurering 1934–35.
- Bostadshus, Sågaregatan 6, Nyköping, 1942.
- Kontorshus, Hospitalsgatan 5, Nyköping, 1944.
- Stadsplan för Flen, 1946.
- Polishus, Behmbrogatan 20, Nyköping, 1952.
- Nyköpings tingshus, ombyggnad, 1952.
- Strängnäs tingshus, ombyggnad.
- S:t Nicolai församlingshem, Nyköping, om- och tillbyggnad, 1957.
- Konsthall, Nyköping, 1959.